# Valery Ponomarev
Valery Ponomarev (Russisch Валерий Михайлович Пономарёв) (Moskou, 20 januari 1943) is een uit Rusland afkomstige Amerikaanse jazzmuzikant (trompet, bugel) van de hardbop.

## Biografie
Ponomarev studeerde muziek in Moskou. Gefascineerd door Clifford Brown, wiens platen hij op de zwarte markt ontdekte, wisselde hij van slagwerk naar de trompet. Hij speelde van 1964 tot 1969 in jazzclubs en met doortrekkende Amerikaanse solisten als Gerry Mulligan, Charles Lloyd en Keith Jarrett. Zijn hardbop kwam in het Russische jazzcircuit echter niet goed aan. Hij vertrok in 1973 naar de Verenigde Staten, waar hij aanvankelijk speelde in clubs, totdat Art Blakey hem contracteerde. Hij speelde van 1974 tot 1980 bij diens Jazz Messengers. Met hen toerde hij meermaals door Europa, door Japan en Brazilië, trad hij op bij het Montreux Jazz Festival en het North Sea Jazz Festival. Hij was betrokken bij de opname van meerdere albums.
In 1981 formeerde hij zijn eigen kwintet Universal Language. In 1985 verscheen het eerste album Means of Identification onder zijn eigen naam. In 1991 nam hij met gastmuzikanten als Joe Henderson en Kenny Barron het album Profile op. Daarnaast werkte Ponomarev mee aan albums van Art Blakey, David White (1993), de formatie Ugetsu (1998/99) en Roger Kellaway en werkte hij met Kenny Washington, Lee Konitz, Joe Morello, Frank Foster, Joe Farrell, Pepper Adams en Paquito D'Rivera.
Zijn hoofdinvloeden van de hardbop-jazztrompettisten zijn Clifford Brown, Lee Morgan en Freddie Hubbard. Volgens Leonard Feather behoort hij tot de belangrijkste bijdragen van de Sovjet-Unie aan de Amerikaanse jazz.

## Discografie
- 1985: Means of Identication (Reservoir)
- 1985: Trip to Moscow (Reservoir) met Ralph Moore
- 1991: Profile (Reservoir)
- 1993: Live at Sweet Basil (Reservoir) met John Hicks
- 1997: A Star to You (Reservoir) met Bob Berg, Sid Simmons, Billy Hart
- 2001: The Messenger